# Варварівська сільська рада (Карлівський район)
Варварівська сільська рада — колишній орган місцевого самоврядування у Карлівському районі Полтавської області з центром у селі Варварівка.

## Населені пункти
Сільраді були підпорядковані населені пункти:
- c. Варварівка